# Javier Carpio
Javier Carpio Martín (ur. 6 kwietnia 1984 w Salamance) – hiszpański piłkarz występujący na pozycji obrońcy w Cádiz CF.